# Yi Sang
Yi Sang, auch Yisang (* 14. September 1910 in Seoul; † 17. April 1937 in Tokio), war ein koreanischer Schriftsteller.

## Leben
Yi Sang, geboren als Kim Hae-gyŏng in Seoul, schloss 1929 die Gyeongseong Oberschule für Technik, Abteilung Architektur ab und arbeitete danach als Bauzeichner für das Japanische Generalgouvernement.
1929 gewann er einen Design-Wettbewerb für die Gestaltung des Covers der Chosŏn kŏnch'uk (조선 건축 Koreanische Architektur) sowie des Coverdesigns der Zeitschrift Chosŏn kŏnch'ukhoe (조선 건축회 Koreanische Gesellschaft für Architektur).
1930 debütierte er mit seiner Erzählung 12. Dezember in der Zeitschrift Chosŏn (Korea). 1931 erschien Betriebsferien und andere Umstände (휴업과 사정). Im gleichen Jahr veröffentlichte er mehrere auf Japanisch geschriebene Gedichte wie Seltsame Gegenreaktionen (이상한 가역반응) oder Sicht der Krähe (오감도 烏瞰圖).
Ab 1933 gab Yi Sang seine Arbeit aufgrund zunehmender Tuberkulosebeschwerden auf und widmete sich ganz der Literatur. 1936 reiste er nach Japan, wo er von der Polizei festgenommen wurde. Aufgrund des Gefängnisaufenthalts verschlechterte sich sein gesundheitlicher Zustand rapide. Er wurde gegen Kaution freigelassen und in das Universitätskrankenhaus von Tokio eingeliefert, wo er schließlich verstarb.
Zu Lebzeiten war Yi Sang kaum bekannt. Erst 1950, als seine Werke neu herausgegeben wurden, erlangte er einen hohen Beliebtheitsgrad.
Besonders bekannt ist die Erzählung Flügel, die in mehrere Sprachen übersetzt wurde. Der nach ihm benannte Yi-Sang-Literaturpreis zählt zu den wichtigen Auszeichnungen für südkoreanische Autoren.

## Arbeiten (Auszug)

### Koreanisch
- 날개 (Flügel) 1936
- 이상 전집 (collection of 15 stories)
- 오감도 (烏瞰圖 Sicht der Krähe)

### Verfilmungen
- 날개 Flügel (2004)
- 이상의 날개 Yi Sang: Flügel (1968)

### Übersetzungen

#### Deutsch
- Flügel 날개 in: Kim Tschong-Dae (Hrsg.): Die kleine Schamanin. Geschichten aus Korea, Marino Verlag 1998
- Flügel 날개 in: Kuh, K.S. (Hrsg.): Koreanische Literatur. Band II. Moderne, Bouvier 1986
- Mogelperspektive 이상 시선, Gedichte, Droschl 2005
- Betriebsferien und andere Umstände 휴직과 사정, Erzählungen, Droschl 2014

#### Englisch
- Meetings and Farewells 단편소설선 <봉별기> University of Queensland Press 1980

#### Französisch
- Cinquante Poemes Les Ailes 이상선집-날개 William Blake 2003
- Ecrits de Sang 이상 수필 전집 Imago 2011

### Spanisch
- Flores de Fuego날개 Ediciones Bassarai 2001

## Auszeichnungen
- 1931: 조선미술전람회 (Koreanische Kunstausstellung)